# جان باس
جان باس (انگلیسی: Jon Bass؛ زادهٔ ۱ ژوئیهٔ ۱۹۷۶) بازیکن فوتبال اهل بریتانیا است.
از اصلی ترین فیلم‌ها یا برنامه‌های تلویزیونی که وی در آن نقش داشته‌است می‌توان به گارد‌ساحلی و روزهای سگی اشاره کرد.
از باشگاه‌هایی که در آن بازی کرده‌است می‌توان به باشگاه فوتبال پاهانگ، باشگاه فوتبال سالزبری سیتی، باشگاه فوتبال هارتل پول یونایتد، باشگاه فوتبال گیلینگام، باشگاه فوتبال بریستول راورز، باشگاه فوتبال کارلایل یونایتد، و باشگاه فوتبال بیرمنگام سیتی اشاره کرد.